# Achias sedlacekae
Achias sedlacekae är en tvåvingeart som beskrevs av Mcalpine 1994. Achias sedlacekae ingår i släktet Achias och familjen bredmunsflugor. Inga underarter finns listade i Catalogue of Life.